# Luis Pasamontes Rodríguez
Luis Pasamontes Rodríguez (Cangas del Narcea, Astúries, 2 d'octubre de 1979) és un ciclista espanyol, professional del 2003 al 2012.
En el seu palmarès destaca la victòria al Memorial Manuel Galera-Ciudad de Armilla de 2004 i la classificació de la muntanya de la Volta a Catalunya de 2007.

## Palmarès
- 2002
  - 1r a la Volta a Toledo i vencedor d'una etapa
- 2004
  - 1r al Memorial Manuel Galera-Ciudad de Armilla
- 2007
  - Vencedor d'una etapa del Tour de Valònia
  - Vencedor de la classificació de la muntanya de la Volta a Catalunya

### Resultats al Tour de França
- 2009. 39è de la classificació general

### Resultats al Giro d'Itàlia
- 2008. 36è de la classificació general
- 2011. 51è de la classificació general

### Resultats a la Volta a Espanya
- 2008. 35è de la classificació general
- 2010. 47è de la classificació general